# Зорич Семен Гаврилович
Семен Гаврилович Зорич (1743–1799) — шляхтич сербського походження, командир Охтирського полку з 1777 року, командир Ізюмського полку з 1796 року, генерал-лейтенант Російської імперії з 1797 року, ад'ютант Григорія Потьомкіна, фаворит Катерини II у 1777-1778 роках, лицар Мальтійського Ордену. 

## Життєпис
Походив зі шляхетського сербського роду Неранчич (Неранџић). Був привезений до України двоюрідним дядьком командиром Ізюмського полку (1765-1768) Максимом Федоровичем Зоричем, який усиновив його. Спочатку навчався у кадетській школі у Слов'яносербії; 1754 року був зарахований до гусарського полку і до 1757 р. виховувався в Санкт-Петербурзькому кадетському корпусі; службу розпочав у 1760 році в чині вахмістра; взяв участь у Семирічній війні; побував у полоні. Після закінчення війни був підвищенний до поручика. В 1764 брав участь у військових операціях у Речі Посполитої і виконав вдало кілька військово-адміністративних доручень, за що 1 січня 1767 став ротмістром.
У російсько-турецькій війні в 1769-1770 рр.., служив ротмістром, а потім майором в Острогозькому гусарському полку, командував передовими частинами армії Російської імперії.
1769 року спалив столицю Ханської України місто Томбасар (Дубосари). Брав участь при битві на Пруті 13 травня 1770; 3 липня 1770 року при рекогносцировке ворожої позиції отримав три рани і потрапив у турецький полон, у якому перебував 5 років, до укладання Кючук-Кайнарджійської мирної угоди.
У 1775 році, повернувшись до Російської імперії, з 1776 став ад'ютантом Потьомкіна; 26 травня був підвищений до підполковника; 26 листопада того ж року був нагороджений орденом Святого Георгія 4-го ступеня за дії при обороні річки Прут ще 1770 року.
Після знайомства з Катериною II став флігель-ад'ютантом, полковником, шефом Лейб-гусарського ескадрону та її фаворитом. 22 вересня 1777 року став генерал-майором і призначений шефом Охтирського гусарського полку. До вересня 1777 року він був уже кавалером орденів: шведського – Меча, польського – Білого Орла та Станіслава, а також Мальтійського хреста; отримав подарунок у 50 тисяч рублів. У цей час йому були також надані числені маєтки: куплені за бюджетний кошт у спадкоємців графа Бутурліна: будинок біля Зимового палацу, містечко Шклов у Оршанському повіті Вітебського воєводства з 7 тисячами селян, частина Велізького староства.
Перебував при Катерині II до травня 1778 року, коли викликав невдоволення імператриці непомірним транжинством і картковою грою, а також невдоволення Г. Потьомкіна. Був віддалений від двору і оселився у Шклові, де заснував Шкловське шляхетне училище; днем його заснування С. Зорич призначив 24 листопада 1778 - день тезоіменитства імператриці. Великою популярністю користувався також заснований С. Зоричем кріпосний театр. Катерина ІІ кілька разів гостювала у С. Зорича у Шклові. 
Продовжував перебувати на військовій службі. 1783 року в Шклові почали обертатись фальшиві асигнації, поява яких була пов'язана з приїздом Зановичів, що потоваришували з С. Зоричем. У квітні 1783 року у Шклов прибув Г. Потьомкін, який призначив докладне розслідування, і Зановичі були заарештовані. Хоча С. Зорича було визнано непричетним до справи про фальшиві асигнації, 15 липня 1784 року його було звільнено від служби і він швидко розорився.
Після смерті Катерини ІІ, імператор Павло I, заснувавши опіку над маєтками С. Зорича, викликав його до Санкт-Петербургу і знову прийняв на службу; призначив 25 грудня 1796 шефом Ізюмського полку і 20 січня 1797 підвищив у генерал-лейтенанти. Проте дуже швидко Зорич розтратив казенні гроші та знову потрапив під слідство та суд. В результаті 15 вересня 1797 імператор звільнив С. Зорича з військової служби, а 18 вересня йому було наказано жити в Шклові. С. Зорич відмовився здати полк, і його довелося заарештувати. На початку 1798 року Зорич повернувся в Шклов до свого колишнього, але вже менш розкішного життя. Двічі намагався він виправдатись у своїх винах, просячи у імператора дозволу прибути до столиці, але не отримав його. Містечко Шклов було густо населене євреями, і С. Зорич внаслідок своєї марнотратності, відповився їм платити за боргами. Скарги євреїв викликали 1799 року відрядження сюди Г. Державіна. Справа була, вже по смерті С. Зорича, розглянута Сенатом.
Грошові труднощі та пожежа в Шклові (29 травня 1799 р.), що майже повністю знищила засноване С. Зоричем училище, прискорили його смерть, що сталася 6 (17) листопада 1799 року. Вихованців Шкловського училища було 1801 року переведено до Москви, де вони створили Перший Московський кадетський корпус.